# Joaquim de Paula Xavier
Joaquim de Paula Xavier (Lapa, 1º de dezembro de 1857 – Ponta Grossa, 27 de maio de 1903) foi um médico e político brasileiro.

## Biografia
Lapiano de nascimento, Joaquim de Paula Xavier foi filho do major Joaquim de Paula Xavier e Josepha Maria da Luz Xavier. Seus estudos primários foram realizados em sua terra natal e aos 10 anos de idade ficou órfão de pai; desta maneira, muda-se para a cidade do Rio de Janeiro para concluir os estudos preparatórios e iniciar o curso superior na Faculdade de Medicina. Diante de uma bancada de mestres desta faculdade, defendeu a tese "Do Diagnóstico e Tratamento do Cancro do Fígado" em 14 de dezembro de 1881, recebendo grau de médico em 4 de janeiro de 1882. Retorna ao Paraná e dedica-se a clínica médica nas cidades de Castro, Lapa e Ponta Grossa.
Em 1891 exerceu o mandato de deputado no Congresso Legislativo do estado do Paraná.
Durante a Revolução Federalista, destacou-se ao prestar seus serviços médicos aos compatriotas do Cerco da Lapa e após o conflito, fixa residência na cidade de Ponta Grossa.
Joaquim de Paula Xavier faleceu no dia 27 de maio de 1903, quase cinco meses antes de seu filho, Joaquim de Paula Xavier (mesmo nome, assim como ocorreu com o seu pai, major Joaquim de Paula Xavier), nascer.